# 川口一晃
川口 一晃（かわぐち かずあき、1960年1月5日-）は、日本の金融ジャーナリスト、経済評論家、有限会社オフィスKAZ代表。

## 経歴
埼玉県出身（北海道生まれ）。1966年名古屋市の小学校へ入学。父親の転勤により5回の転校を経て、さいたま市立上落合小学校、さいたま市立岸中学校を卒業。
大学では司法試験の勉強に没頭していたが、卒業後は銀行系証券会社（現在の三菱UFJモルガン・スタンレー証券）に入社、資産運用業務に従事。
その後もファンドマネージャーとして、日興投信（現在の日興アセットマネジメント）や三菱銀行系列のダイヤモンド投資顧問会社（現在の三菱UFJ投信）に出向し運用に携わる。
1991年より三洋投信委託に移り、システム運用部、運用第2部に所属。
1996年ブルームバーグL.P.入社。アプリケーションスペシャリストとして株式、投信を中心とした分析ツールの開発等に従事。
1997年投信の評価システムを開発し、ブルームバーグを投信の評価機関にする。
2000年プルデンシャル・ファイナンシャル・アドバイザーズ証券（現在のキャピタル・パートナーズ証券）に入社、商品本部長 兼 広報部長に就任。
2002年金融知力普及協会（理事長 伊藤元重）主席幹事として投資教育、金銭教育に従事。
2004年10月に独立、オフィスKAZ代表取締役に就任。

## 人物
- 1992年初めてペンタゴンチャートに出会い、方眼紙に手書きでペンタゴンチャートを描き始める[2]。以降、現在に至るまで分析を続けており、国内第一人者として多数の著書を持つ。
- 1999年頃より、コメンテーターやラジオパーソナリティとして、メディアでの活動を始める。
- 2004年より、有料メルマガ「川口一晃のペンタゴンチャート分析【株式編】」および「川口一晃のペンタゴンチャート分析【為替編】」の配信を開始。
- 行動経済学会会員。高知大学非常勤講師、日本FP協会社会推進委員会などを歴任
- ゴルフが趣味で、オフィシャルブログには大会出場の報告などゴルフに関する記事も多い。またスポーツ好きであり[3]、社会人になってから空手を習い、黒帯である[4]。
- ちょっと自慢できることは、2009年フジテレビ「SMAP×SMAP」に出演し、木村拓哉と対談したことである[5]。

## 出演番組

### テレビ

#### 現在
- 埼玉ビジネスウォッチ（テレビ埼玉）2004年-　毎月１回土曜日　レギュラーコメンテーター
- イチオシ!（北海道テレビ）2008年-　第2・第4木曜日　レギュラーコメンテーター
- AbemaPrime（AbemaTV）2016年4月15日-　毎週金曜日　レギュラーコメンテーター

#### 過去
- チャートの鉄人（ブルームバーグテレビジョン）1999年-2002年
- Opening Bell（テレビ東京）2000年-2008年　コメンテーター
- Uパレード（信越放送）2001年　レギュラーコメンテーター
- ルック＠マーケット（BSジャパン）2002-2003年
- パワーランチ（日経CNBC）2002年-2004年　レギュラーコメンテーター
- 一発解答！銘柄ナビ（日経CNBC）2003年-2004年　レギュラーコメンテーター
- Closing Bell（テレビ東京）2003年　コメンテーター
- MONEY RUNNER（BSジャパン）2004年-2005年　レギュラーコメンテーター
- TOKYOマーケットラップ（日経CNBC）2004年-2011年　レギュラー
- マネーナビ（山陽放送）2007年-2009年　レギュラー
- SMAP×SMAP（フジテレビ）2009年5月11日放送「特別編 同学年±12 木村拓哉 36子（ねずみ）年」内にて木村拓哉と対談
- がっちりアカデミー!!（TBS）2010年11月-2011年3月　準レギュラー
- トコトンハテナ（テレビ東京）
- ボビー's スタジアム（テレビ埼玉）
- ブロードキャスター（TBS）
- ピンポン!（TBS）
- イブニング・ファイブ（TBS）
- みのもんたの朝ズバッ!（TBS）
- よるべん（TBS）
- ゴールドハウス（フジテレビ）
- ニュースJAPAN（フジテレビ）
- その話！ハイラセテ（フジテレビ）
- スーパーJチャンネル（テレビ朝日）
- サタデースクランブル（テレビ朝日）
- 報道ステーション SUNDAY（テレビ朝日）
- ガツンと体験　沖縄塾！（琉球放送）
- あのニュースで得する人損する人（日本テレビ）
- サタデープラス（毎日放送）2015年4月18日「マネー.プラス」コーナー担当
- イチオシ!モーニング（北海道テレビ）2012年-2016年3月　第1・第3金曜日　レギュラーコメンテーター

### ラジオ

#### 過去
- ドットコムマネー塾（ニッポン放送）2003年-2010年　メインパーソナリティー
- わくわくわいど！あっぱれ大通り（信越放送）2003年-2010年
- 蟹瀬誠一 ネクスト!（文化放送）2004年-2006年　レギュラーコメンテーター
- ほんまもん!原田年晴です（ラジオ大阪）2006年-2009年　準レギュラー
- 株式チャンネル（ラジオNIKKEI）2007年-2008年　メインキャスター
- サンプラザ中野くんのDO NIGHT!?（文化放送）2008年-2009年
- Oh!わんだ～FXナイト！（ラジオNIKKEI）2013年-2014年　メインパーソナリティー
- 小倉淳の早起きGoodDay!（ニッポン放送）
- 北野誠のFXやったるで!（ラジオNIKKEI）

## 監修

### テレビドラマ
- 課長島耕作（日本テレビ）経済監修
- 華麗なるスパイ（日本テレビ）監修
- アイムホーム（テレビ朝日）証券監修

### テクニカルツール
- アイネット証券[6]

## 著書
- 『デフレ時代のお金学入門』（2001年、廣済堂）
- 『まんがでよくわかるシリーズ　お金のひみつ-証券会社の仕事-』（2003年、学研）
- 『株価チャートの鉄人 ―勝てる投資家になるためのテクニカル分析入門』（2003年、ダイヤモンド社）
- 『株に稼いでもらう本 ―月に一度は臨時ボーナス!』（2004年、青春出版社）
- 『株と為替をチャートで読む―もう、勘頼みの投資はやめよう!まったくはじめてのテクニカル売買入門』（2004年、明日香出版社）
- 『ペンタゴンチャート入門 ―神秘の株価予測法』（2004年、東洋経済新報社）
- 『20代20万円から始める株式投資』（2005年、明日香出版社）
- 『サンプラザ中野と川口一晃の株価チャートここだけ見ればいい』（2005年、青春出版社）
- 『しあわせマネー塾 ―マネーセンスを磨く!』（2005年、ビジネス社）
- 『株式から為替まで投資に役立つチャート必勝法』（2005年、実業之日本社）
- 『株美人！』（2005年、ダイヤモンド社）
- 『儲けるための株価チャート練習帳 角川oneテーマ21』（2007年、角川書店）
- 『これでわかった！投資信託』（2008年、PHP研究所）
- 『なぜか投資で損をする人の６つの理由』（2013年、青春出版社）
- 『FXチャート分析 マスターブック FX ペンタゴンチャート最強の黄金分割 (FXチャート分析マスターブック)』（2014年、実業之日本社）
- 『普通のサラリーマンでも資産を増やせる 「出直り株」投資法』（2016年、青春出版社）